# Karl von Schrenck

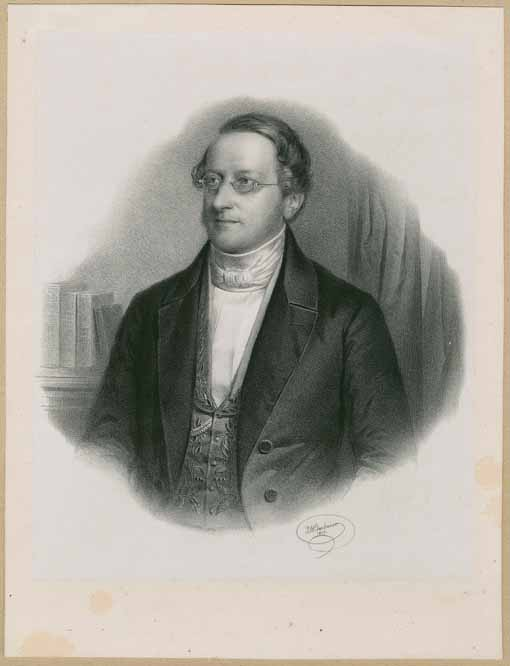
Karl von Schrenck auf Notzing (1853)

Karl Freiherr von Schrenck (* 17. August 1806 in Wetterfeld, Oberpfalz; † 10. September 1884 ebenda) war ein deutscher Verwaltungsjurist und Abgeordneter in Bayern. Er war unter anderen Vorsitzender im Ministerrat im Königreich Bayern.

## Leben

### Frühe Jahre
Als Sohn des Richters und Justizministers Sebastian Freiherr von Schrenck von Notzing besuchte Schrenck das (heutige) Wilhelmsgymnasium München.  Nach dem Abitur (1823) studierte er an der Universität Landshut, die 1826 als Ludwig-Maximilians-Universität nach München verlegt wurde. 1827 wurde er mit seinem Bruder Eduard im  Corps Palatia München aktiv.
Nach den Examen trat Schrenck in den bayerischen Staatsdienst. 

### Aufstieg in Politik und Verwaltung
1845/46 amtierte Schrenck dann als Regierungspräsident der linksrheinischen Rheinpfalz. 1846/47 war er als Nachfolger seines Vaters Bayerischer Justizminister und 1847 kurzzeitig Minister für kirchliche Angelegenheiten. König Ludwig I. entließ ihn, weil er ein Memorandum gegen Lola Montez unterzeichnet hatte. Im Februar 1847 war er Regierungspräsident in der Oberpfalz. Schon im April wurde er zur Disposition gestellt. 1849/50 war er Regierungspräsident in Niederbayern.
In der Deutschen Revolution 1848/1849 wurde er in die Frankfurter Nationalversammlung gewählt, der er vom 18. Mai 1848 bis zum 7. Mai 1849 im Café Milani angehörte. Er sprach sich gegen die Wahl von Friedrich Wilhelm IV. zum Deutschen Kaiser aus. Von 1850 bis 1859 war er bayerischer Gesandter beim Bundestag (Deutscher Bund).

### Regierungschef in Bayern
1859 stieg er unter König Maximilian II. Joseph auf zum Staatsminister des königlichen Hauses und des Äußern, Vorsitzender im Ministerrat und Staatsminister des Handels und der öffentlichen Arbeiten. Er stand außenpolitisch auf der Seite Österreichs und gegen Preußen. 1863 nahm er mit dem König am Frankfurter Fürstentag teil. Auch in der schleswig-holsteinischen Frage bewegte er sich in schroffem Gegensatz zur preußischen Politik. 
1861 erfolgte im Inneren mit der Abschaffung der alten Landgerichte die Trennung von Justiz und Verwaltung, wodurch die damaligen Bezirksämter (ab 1939 Landratsamt genannt) entstanden. 1863 bildete sich mit der linksliberalen Fortschrittspartei die erste politische Partei in Bayern, der es aber in der Folge nicht gelang die wachsende Arbeiterschaft für sich zu gewinnen. 
Schrenck, der auch nach dem Tode des Königs im März 1864 im Amt geblieben war, stürzte schließlich wenige Monate später unter Ludwig II. im Streit um die Zollvereinsverträge im Deutschen Bund.  Nach einem kurzen Zwischenspiel von Innenminister Max von Neumayr folgte ihm sein Vorgänger Ludwig von der Pfordten wieder im Amt des Vorsitzendem im Ministerrat nach.

### Späte Jahre
Schrenck war anschließend von 1864 bis 1866 (zur Zeit der ersten Einigungskriege) wieder Bundestagsgesandter. 1866 war er der letzte Präsident des Bundestages.
Von Februar 1868 bis zur Reichstagswahl 1871 saß er im Reichstag des Norddeutschen Bundes und damit im Zollparlament. Zur Zeit des Deutsch-Französischen Krieges war er Gesandter in Österreich-Ungarn. 1871 trat er in den Ruhestand.